# Saison 3 de Better Call Saul
Chronologie
Saison 2 Saison 4
La troisième saison de la série télévisée américaine Better Call Saul comporte 10 épisodes diffusés du 10 avril au 19 juin 2017 sur AMC, aux États-Unis.

## Synopsis
La série se centre sur la vie de Jimmy McGill, avocat sans envergure, avant qu'il ne devienne l'homme de loi véreux Saul Goodman et qu'il ne rencontre les futurs trafiquants de méthamphétamine Walter White et Jesse Pinkman.

## Distribution

### Acteurs principaux
- Bob Odenkirk (VF : Cyrille Artaux) : Jimmy McGill / Saul Goodman
- Jonathan Banks (VF : Féodor Atkine) : Mike Ehrmantraut
- Rhea Seehorn (VF : Sylvie Jacob) : Kim Wexler
- Patrick Fabian (VF : Nicolas Marié) : Howard Hamlin
- Michael Mando (VF : Nessym Guetat) : Nacho Varga
- Michael McKean (VF : François Dunoyer) : Charles « Chuck » McGill, le frère de Jimmy
- Giancarlo Esposito (VF : Thierry Desroses) : Gustavo « Gus » Fring
- Mark Margolis : « Don » Hector Salamanca

### Acteurs récurrents
- Vincent Fuentes : Arturo
- Mel Rodriguez : Marco
- Javier Grajeda (VF : Wladimir Beltran) : Juan Bolsa
- Laura Fraser (VF : Rafaèle Moutier) : Lydia Rodarte-Quayle

## Production

### Développement
Le 15 mars 2016, la série a été renouvelée pour une troisième saison de dix épisodes.

### Attribution des rôles
Giancarlo Esposito est annoncé dans les nombreuses bandes d'annonces pour reprendre son rôle de Gus Fring (personnage important de Breaking Bad) lors de cette saison.
Cette saison annonce la métamorphose de Jimmy McGill en Saul Goodman, sa deuxième identité dans Breaking Bad.

### Diffusion
Elle est diffusée depuis le 10 avril 2017 sur AMC, aux États-Unis et au Canada.

## Liste des épisodes

### Épisode 1:Mabel
- États-Unis : 10 avril 2017 sur AMC[5]
- France /  Belgique /  Suisse : 11 avril 2017 sur Netflix[6] (respectif à chaque pays)

- États-Unis : 1,81 million de téléspectateurs[7] (première diffusion)

Dans le présent, Jimmy continue de travailler dans une pâtisserie et surprend un voleur à la tire pendant sa pause déjeuner. Il le dénonce au policier qui le recherche mais craque et implore le voleur de prendre un avocat. Alors qu'il reprend son service, il perd soudain connaissance.
En 2002, Jimmy croit avoir une chance de se réconcilier avec son frère, ignorant que celui-ci a enregistré ses aveux de contrefaçon dans le dossier Mesa Verde. Hamlin considère que l’enregistrement n’a aucune valeur mais Chuck sait comment l'utiliser. Selon les plans de Chuck et prétendument par inadvertance, Ernesto découvre également l’enregistrement et Chuck le force à garder le secret tout en espérant en réalité qu'il en parle à Jimmy. Kim a du mal à garder le secret de la fraude. Jimmy reçoit dans son cabinet la visite du militaire qu'il a dupé pour tourner son spot publicitaire, ce dernier l’a retrouvé et exige réparation.
- Cet épisode est dédié à la mémoire d'Eric Justen, ingénieur du son connu pour son travail sur Breaking Bad.

### Épisode 2:Témoignage
- États-Unis : 17 avril 2017 sur AMC
- France /  Belgique /  Suisse : 18 avril 2017 sur Netflix[6]

- États-Unis : 1,463 million de téléspectateurs[8] (première diffusion)

Mike suit l'homme de main jusqu'à un restaurant Los Pollos Hermanos. Kim et Jimmy recherchent une secrétaire, Jimmy écourte la sélection en choisissant la première candidate. Peu après, Mike téléphone au cabinet, la secrétaire le prend pour un client. Il demande à Jimmy de venir espionner à l'intérieur du restaurant. Le lendemain matin, Jimmy vient prendre un petit déjeuner dans le restaurant pour surveiller l'homme de main lors de son passage. Il ne remarque rien mais le gérant, Gus Fring, a repéré l'avocat. Finalement, Gus s'arrange pour éloigner Mike du restaurant en l'incitant à suivre une voiture contenant le traqueur GPS, Mike retrouve le traqueur accompagné d'un téléphone et il reçoit aussitôt un appel. 

### Épisode 3:Les Causes perdues
- États-Unis : 24 avril 2017 sur AMC
- France /  Belgique /  Suisse : 25 avril 2017 sur Netflix

- États-Unis : 1,524 million de téléspectateurs[9] (première diffusion)

Gus et Mike trouvent un arrangement : Gus arrête de faire surveiller Mike et ce dernier laisse Hector Salamanca en vie. Cependant, Mike prévient qu'il ne compte pas arrêter de causer du tort au trafic de Hector. Ainsi, il s'arrange pour récupérer de la morphine par un médecin mexicain et par un habile stratagème, en répand sur un des camions de passe de Hector. Les passeurs sont ainsi repérés par la brigade anti-drogues à la frontière et arrêtés.

### Épisode 4:Sabrosito
- États-Unis : 1er mai 2017 sur AMC
- France /  Belgique /  Suisse : 2 mai 2017 sur Netflix

- États-Unis : 1,562 million de téléspectateurs[10] (première diffusion)

Quelques années auparavant, Hector Salamanca retrouve le chef de son cartel, Don Eladio, dans sa villa lui présenter son nouveau trafic et les camions de glace qui lui servent de couverture. Mais il se fait humilier car ses profits sont dérisoires comparés à ceux des restaurants Los Pollos Hermanos, encore jeunes mais dont les affaires sont déjà florissantes. 
Dans le présent, le trafic d'Hector est démantelé par la police, qui a repéré ses transporteurs grâce à Mike Ehrmentraut. Hector se rend au fast-food d'Albuquerque où lui et deux de ses hommes, dont Nacho, prennent en otage les employés du restaurant. Il ordonne ensuite à Gus Fring d'acheminer sa marchandise avec ses propres camions, sinon il ruinera sa couverture. À la suite de cette confrontation, Gus va retrouver Mike et lui propose de travailler pour lui à l'avenir. Lorsqu'ils reparlent de l'assassinat manqué d'Hector, Gus finit par dire qu'une simple balle dans la tête est trop humain pour le tuer. 

### Épisode 5:Manigances
- États-Unis : 8 mai 2017 sur AMC
- France /  Belgique /  Suisse : 9 mai 2017 sur Netflix

- États-Unis : 1,756 million de téléspectateurs[11] (première diffusion)

Quelques années auparavant, Jimmy voit son frère Chuck sombrer dans sa maladie et mettre au point un stratagème pour cacher les symptômes à son ex-femme, Rebecca, pendant un dîner chez lui. Chuck a cependant un début de crise quand elle reçoit un appel téléphonique sur son portable, mais refuse jusqu'au bout de lui révéler la vérité.

### Épisode 6:Question d'étiquette
- États-Unis : 15 mai 2017 sur AMC
- France /  Belgique /  Suisse : 16 mai 2017 sur Netflix

- États-Unis : 1,715 million de téléspectateurs[13] (première diffusion)

Avec les affaires qui vont de plus en plus mal, Hector force Nacho à utiliser des méthodes plus violentes et risquées, et l'homme de main commence à perdre confiance en son patron. Ses doutes empirent après avoir dû forcer la main de Gus Fring pour obtenir plus de drogue puis appris que Hector compte utiliser le commerce de son père comme couverture. Alors que Hector a une crise de colère en apprenant que la peine de prison de Tuco a été prolongée, Nacho en profite pour récupérer une gélule de la boîte de médicaments de son patron. Pendant ce temps, Gus fait la visite d'un entrepôt sur conseil de Lydia Rodarte-Quayle et envisage de l’acheter.
Jimmy est finalement suspendu du barreau pendant un an. Ses manœuvres ont plongé Chuck dans une nouvelle crise et quand Rebecca lui demande d'intervenir, il refuse. 

### Épisode 7:Frais
- États-Unis : 22 mai 2017 sur AMC
- France /  Belgique /  Suisse : 23 mai 2017 sur Netflix

- États-Unis : 1,65 million de téléspectateurs[14] (première diffusion)

Jimmy croule sous les dettes et ne parvient pas à gagner de l’argent, les maigres sommes qu'il gagne par ses travaux communautaires partent dans la production des publicités dont il rogne les prix pour parvenir à les vendre. Kim se laisse peu à peu gagner par la culpabilité d'avoir démoli Chuck lors de l’audience, mais Jimmy lui conseille de tourner la page, estimant que son frère est seul responsable de sa situation. Jimmy tente d'obtenir le remboursement de sa prime d'assurances vu qu'il n'exerce plus mais la société lui annonce que son règlement l'interdit et qu'une fois qu'il pourra revenir au barreau, sa police d'assurances augmentera. Jimmy s'effondre en larmes, racontant ses malheurs et la situation de Chuck devant l'employée, provoquant la réaction attendue : la compagnie d'assurances va prendre en compte la maladie mentale de Chuck et agir en conséquence.

### Épisode 8:Faux pas
- États-Unis : 5 juin 2017 sur AMC
- France /  Belgique /  Suisse : 6 juin 2017 sur Netflix

- États-Unis : 1,633 million de téléspectateurs[15] (première diffusion)

Dans un flashback, Jimmy et Marco s'infiltrent dans le magasin abandonné des parents McGill pour récupérer une collection de pièces rares pour leurs arnaques. En attendant pour éviter les patrouilles de police, Jimmy en vient à parler de son père, qu'il trouvait trop honnête et trop généreux avec des personnes qui ne lui ont jamais rendu la pareille.

Chuck retrouve le Dr Cruz et lui confie ses doutes quant à sa maladie depuis l'audience et le tour orchestré par Jimmy. Chuck se décide à se confronter au monde extérieur, parvenant à faire quelques courses dans un magasin, mais à son retour, il trouve Howard Hamlin qui a appris qu'il y a un problème avec sa police d'assurance. Jimmy se dispute avec les propriétaires d'un magasin d'instruments de musique à qui il voulait revendre ses créneaux publicitaires. Quand ils décident de ne plus le payer, Jimmy les arnaque en feignant une chute mais il se fait vraiment mal au dos. Kim reçoit un nouveau client pendant un déjeuner avec ses collègues de Mesa Verde quand elle croise Howard Hamlin. Pour marquer sa rupture avec HHM, elle tente de rembourser le prêt étudiant qu'elle avait contracté avec la firme ; Hamlin refuse, estimant qu'elle a trahi le cabinet, mais Kim lui rétorque qu'il n'aurait jamais dû tenter de cacher la condition de Chuck. À son retour au bureau, elle trouve Jimmy couché au sol, et souffrant du dos mais avec l’argent pour le loyer. Pressentant qu'il ne parviendra pas à payer à l'avenir, elle accepte de prendre un autre client. Pendant son travail d'intérêt général, Jimmy parvient à obtenir 700 dollars d'un trafiquant de drogue en menaçant le superviseur d'un procès long et ruineux.

### Épisode 9:Chute
- États-Unis : 12 juin 2017 sur AMC
- France /  Belgique /  Suisse : 13 juin 2017 sur Netflix

- États-Unis : 1,472 million de téléspectateurs[16] (première diffusion)

Jimmy reprend des nouvelles d'Irene, la femme retraitée désignée représentante de l’action contre Sandpiper, et découvre que Sandpiper a déjà fait une offre intéressante pour lui car elle lui permettrait d'obtenir une part de plus d'1,1 million de dollars. Il tente alors de convaincre Hamlin d'accepter au nom de HHM mais Howard comprend vite qu'il n'est intéressé que par sa part et veut faire trainer la procédure. Jimmy commence alors un long plan de manipulations pour retourner les amies d'Irene contre elle, la poussant à accepter l’accord. Jimmy retourne au cabinet annoncer la bonne nouvelle à Kim, découvrant ainsi qu'elle a accepté un nouveau client, Gatwood Oil, mais sur la route pour défendre le dossier, elle s'assoupit, épuisée, sa voiture sort de la route et percute violemment un rocher sur le bord de la route.

Howard et Chuck apprennent que, à la suite de l'incident de l'audience entre les frères McGill, leur compagnie d'assurances veut augmenter leur prime ou faire surveiller Chuck dans son travail. Chuck refuse et veut les poursuivre pour abus mais Howard préfère forcer son ami à prendre une retraite anticipée, au regard de sa maladie. Piqué au vif, Chuck décide de poursuivre en justice le cabinet pour licenciement abusif et demande ses parts, quitte à ruiner le cabinet.

### Épisode 10:Lanterne
- États-Unis : 19 juin 2017 sur AMC
- France /  Belgique /  Suisse : 20 juin 2017 sur Netflix

- États-Unis : 1,851 million de téléspectateurs[17] (première diffusion)

Kim se sort de son accident avec un bras cassé. Réalisant son surmenage, elle décide de prendre un congé sabbatique. Jimmy, se sentant coupable, accepte de quitter leurs bureaux et laisser Kim monter son cabinet seule en attendant la fin de sa suspension. Howard Hamlin force Chuck à quitter HHM, rachetant la part de son associé, s'élevant à 8 millions de dollars, sur ses fonds personnels.
Hector Salamanca commence à utiliser le commerce du père de Nacho pour ses affaires. Pour éviter de faire des vagues, Nacho force son père à accepter d'être payé mais Don Hector n'a pas confiance. Nacho se résout à assassiner Don Hector alors qu'une nouvelle rencontre avec Gus Fring est organisée pour annoncer que Don Eladio a décidé que toutes les opérations seront gérées par Fring. S'estimant insulté, Don Hector s'emporte et fait une crise cardiaque. Avant l’arrivée de l’ambulance, Nacho fait un nouvel échange avec les pilules d'Hector, son geste est repéré par Gus.

## Accueil

### Accueil critique
Sur Allociné, la troisième saison a obtenu une note de 4,3/5 avec 235 notes.
La troisième saison de Better Call Saul, tout comme les deux précédentes, a été largement acclamée , notamment pour la performance de McKean dans le rôle de Chuck et le développement du personnage de Jimmy McGill. Sur Rotten Tomatoes, la troisième saison a obtenu une note d'approbation de 97 % sur la base de 39 critiques, avec une note moyenne de 8,78/10. Le consensus critique du site est : "Better Call Saul ne montre aucun signe de fatigue dans la saison 3, car l'introduction de visages plus familiers fait que l'inévitable transformation de son leader s'accélère de manière excitante."
Sur le site d'agrégation de critiques Metacritic, la saison a obtenu un score de 87 sur 100 sur la base de 18 critiques, ce qui indique des "louanges générales".